# Louis Germain Bailly
Louis Germain Bailly (* 23. Juni 1787 in Paris; † nach 1846) war ein französischer Glasmaler, der in Pariser Kirchen Bleiglasfenster restaurierte oder erneuerte.

## Familie
Louis Bailly war der Sohn des Malermeisters Jean François Bailly. Louis heiratete am 14. August 1813 Sophie Poitier und ließ sich in der Rue Jean-de-l’Épine Nr. 17 im 12. Arrondissement von Paris nieder. Von seinem Vater lernte er das Malerhandwerk.

## Leben
Bailly kaufte am 26. Mai 1826 die Glasmalereiwerkstätte von Louis Huin, der sie von seinem 1821 verstorbenen Vater Louis Huin (1756–1821) geerbt hatte. Die Werkstatt befand sich in der Rue Sainte-Avoye Nr. 18 in Paris (3. Arrondissement).
Zwischen 1826 und 1832 erhielt Bailly mehrere Aufträge in der Kirche St-Germain-l’Auxerrois, wo er Bleiglasfenster restaurierte und Malerarbeiten ausführte. Weitere Aufträge in anderen Kirchen in Paris erhielt er zwischen 1828 und 1846 von der Stadt Paris, die seit der Revolution Eigentümerin der meisten Pariser Pfarrkirchen ist und die Unterhaltungspflicht hat.
Der durch viele Aufträge ausgelastete Glasmaler Prosper Lafaye arbeitete mit Bailly 1845 zusammen. Die letzte überlieferte Nachricht ist, dass Louis Germain Bailly 1846 den Auftrag erhielt, am Eingang der Kirche St-Germain-des-Prés die Fenster anzufertigen.